# Adolf Kemper
Adolf Kemper ist ein ehemaliger deutscher Bogenschütze und heutiger Trainer. 1974 wurde Kemper, der für den Schützenverein Querum startete, deutscher Meister im Feldbogenschießen.
Seit Anfang der 1980er Jahre trainiert Kemper die Bogenschützen des SV Querum, darunter die Olympiateilnehmer Florian Floto, Jens Pieper und Bernhard Schulkowski. Von 1981 bis 1990 war er zudem Bundestrainer der deutschen Feldbogenschützen.